# آدو کمپیول
آدو کمپیول (ایتالیایی: Ado Campeol؛ ۲۵ ژوئیهٔ ۱۹۲۷ – ۳۰ اکتبر ۲۰۲۱) رستوران‌دار بود که رسانه‌های ایتالیایی او را «پدر تیرامیسو» می‌نامند. تیرامیسو، اکنون یکی از شناخته شده‌ترین دسرهای ایتالیایی است.
کمپیول، صاحب رستوران آل بیکری در شمال ایتالیا بود که دسر مشهور تیرامیسو اولین بار توسط همسر و سرآشپزش درست شد. رستوران آل بیکری در سال ۱۹۳۹ توسط خانواده کمپیول باز شد و خود او پس از جنگ جهانی دوم این تجارت را برعهده گرفت. این دسر که شامل بیسکویت‌های آغشته به قهوه و پنیر ماسکارپونه بود در سال ۱۹۷۲ به منوی این رستوران اضافه شد. این دسر هرگز توسط این خانواده به عنوان یک دسر تولید شده در این رستوران به ثبت نرسید. «تیرامیسو» از آن به بعد به یکی از اصلی‌ترین دسرهای ایتالیایی تبدیل شده که سرآشپزها در سراسر جهان از آن الهام گرفتند.
اختلافات طولانی مدتی در مورد منشأ پیدایش «تیرامیسو» وجود داشته‌است. از جمله ادعاهایی مبنی بر این که زمانی «تیرامیسو» در یک روسپی خانه در شهر ترویزو در شمال ایتالیا به عنوان یک ماده شهوت آور سرو می‌شده‌است. با این حال این مسئله که این دسر در رستوران آدو کمپیول درست شده، به‌طور گسترده‌ای مورد قبول است.
به گفته سرآشپز روبرتو لینگوانوتو، یکی از دو مخترع این دسر، «تیرامیسو» در حین درست کردن بستنی وانیلی به‌طور تصادفی درست شد. او گفته مقداری پنیر ماسکارپونه را در یک کاسه تخم مرغ و شکر ریخت و پس از آن متوجه طعم مطبوع این ترکیب شد. او در این باره با آلبا، همسر آدو کمپیول صحبت کرد.
پس از آن این دو با اضافه کردن ترکیباتی از جمله قطعات کوچکی از کیک آغشته به قهوه و کاکائو دستور درست کردن این دسر را کامل کردند. آن‌ها این دسر را «تیرامیسو» نامیدند که به انگلیسی به معنای «مرا انتخاب کن» ترجمه می‌شود.
این دسر در سال ۱۹۸۱ در ونتو که یک نشریه محلی در مورد غذا و شراب بود چاپ شد و اکنون یکی از شناخته شده‌ترین دسرهای ایتالیایی است. انواع مختلف «تیرامیسو» دارای الکلی نظیر رام یا مارسالا است، اما در دستور اصلی که به تأیید آکادمی آشپزی ایتالیا در سال ۲۰۱۰ رسیده، الکل وجود ندارد، زیرا هدف این بوده که کودکان هم از این دسر خوششان بیاید.
آدو کمپیول، در ۹۳ سالگی درگذشت.
لوکا زایا، فرماندار منطقه ونتو، از جمله کسانی است که نسبت به کمپیول ادای احترام کرده‌است. او در توییتی گفته: «این شهر، ستاره دیگری را در تاریخ غذا و شراب خود از دست داد.»